# Јапанска тешка крстарица Како
Крстарица Како је други од два брода серије јапанских тешких крстарица класе Фурутака. Добила је име по реци Какогава која протиче кроз провинцију Хјого у Јапану.

## Позадина
Како и брод близанац Фурутака су прва генерација брзих тешких крстарица у јапанској морнарици, намењених да парирају америчким лаким крстарицама класе Омаха и британским класе Хукинс.

## Служба

### Рани период
Како је грађена у кавасакијевом бродоградилишту у луци Кобе, и завршена је 20. јула 1926. године. Након увођења у строј, додељена је петој ескадри. Служећи у јапанским и кинеским водама учествовала је у флотним маневрима и борбеним операцијама дуж кинеске обале. Крстарица Како пролази током 1929. и 1930. године већи ремонт, побољшавајући њен погон и незнатно се мења њен спољни изглед. Кратко оперишући са 6. дивизијом крстарица 1933. године, Како је учествовала на морнаричкој паради у Јокохами крајем августа. У новембру је добила статус стражарског брода, а затим одлази у резерву 1934. године.
Јула 1936. године, на крстарици Како почиње велика реконструкција у државном бродоградилишту у Сасебу, која је завршена 27. децембра 1937. године. За то време, њених шест једноцевних топова 200 mm главне артиљерије у оклопним кулама, замењени су са три двоцевна топа 203 mm у оклопним кулама.

### Рана фаза рата на пацифики
Крајем 1941. године, Како се налазила у саставу 6. дивизије крстарица под командом контраадмирала Аритомо Готоа, у првој флоти, заједно са крстарицама Аоба, Фурутака и Кинугаса. У време напада на Перл Харбор, она је ангажована у подршци инвазије на острво Гвам.
Након неуспеха првог покушаја освајања острва Вејк. 6. дивизија крстарица је прикључена инвазионим снагама за други напад на острво, и након пада Вејк-а, 6. дивизија крстарице се враћа у истурену базу на атолу Трук - Каролинска острва.
Од 18. јануара 1942. године, 6. дивизија крстарица је била додељена као помоћ јапанским десантним снагама, које је требало да се искрцају код Рабаула на Новој Британији и Кавиенга на Новој Ирској, и патролирају недалеко од Маршалских острва у безуспешном лову на америчку флоту. Током марта и априла 1942. годние, 6. дивизија крстарица пружа помоћ 18. дивизији крстарица на задатку подршке искрцавању јапанских снага на Соломонова острва и Нову Гвинеју, укључујући острво Шортленд, Бука, Киата, острво Манус, Адмиралска острва и Тулаги, из истурене базе у Рабаулу. Код острва Шортленд 6. маја 1942. године, крстарица Како је нападнута од четири америчка бомбардера Боинг Б-17 летећа тврђава, али није претрпела никаква оштећења.

## Битка у Коралном мору
У бици у Коралном мору, 6. дивизија крстарица напушта Шортленд и састаје се на мору са лаким носачем авиона Шохо. У 11:00 сати 7. маја 1942. године, северно од острва Тулаги, Шохо је нападнут и потопљен од 93 обрушавајућих бомбардера Донтлис и торпедних бомбардера Девастатор са америчких носача авиона Јорктаун и Лексингтон.
Следећег дана, 8. маја 1942. године, 46 Донтлис, 21 Девастатор и 15 Вајдлкет са носача Јорктаун и Лексингтон оштећују јапански носач авиона Шокаку са неколико погодака и присиљавају га на повлачење. Крстарице Фурутака и Кинугаса, које су остале нетакнуте у бицу, прате Шокаку ка атолу Трук, док су крстарице Како и Аоба наставиле да штите опозвани инвазиони конвој, који је требало да буде искрцан код Порт Морезбија. Након попуне горивом 9. маја, Како се насукала на подводни гребен при уласку у Квин Карол Харбор, али је убрзо наставила са пловидбом.
Кака стиже у Куре 22. маја 1942. године ради ремонта, и враћа се назад на атол Трук 23. јуна 1942. године, а са Трука одлази у Реката залив на острву Санта Изабел, где током јула врши патролне пловидбе. У великој реорганизацији јапанске морнарице, Како је прикључена новоформираној осмој флоти под командом вицеадмирала Микаве и ангажована је у патролирању око Соломонових острва, Нове Британије и Нове Ирске.

### Битка код острва Саво
У бици код острва Саво 9. августа 1942. године, 6. дивизија крстарица, тешка крстарица Чокаи, лаке крстарице Тенрју и Јубари и разарач Јунаги, започињу против савезничких снага ноћну артиљеријско-торпедну акцију. Око 23:00 сати, са крстарица Чокаи, Како и Фурутака узлећу извиђачки хидроавиони. Летећи у круг, хидроавиони бацају светлеће ракете и осветљавају савезничке бродове, на које сви јапански бродови одмах отварају ватру. Аустралијска крстарица Канбера и америчке крстарице Асторија, Квинси и Винценес су потопљене, док су крстарица Чикаго и разарачи Ралф Талбот и Пеитерсан оштећени. На јапанској страни, Чокаи је погођена три пута, Кинугаса два, Аоба једном; Фурутака и Како нису оштећене.
Међутим, 10. августа 1942. године, четири тешке крстарице из 6. дивизије су по наређењу пловиле без пратње ка Кавиенгу, у исто време остатак бродова се враћа ка Рабаулу. У 6:50 сати, америчка подморница С-44 је опазила 6. дивизију крстарица, које су пловиле у колони, на мање од 800 m удаљености, и испаљује четири торпеда Марк 10 са даљине од 600 m на задњи брод у групи, који је игром случаја била крстарица Како. У 7:08 сати, три торпеда погађају крстарицу Како. Прво торпедо је погодило десни бок у линији прве топовске куле. Друга два погађају према крми, у близини магацина и првог и другог котловског одељења. Како се изврће преко десног бока и експлодира када је велика количина морске воде стигла до њених парних котлова. У 7:15 сати, Како нестаје са површине мора. Аоба, Фурутака и Кинугаса спашавају капетана Такахашија и највећи део посаде, али је тридесет и четири члана посаде погинуло.
Крстарица Како је обрисана из списка флоте 15. септембра 1942. године.

## Листа капетана
- Капетан Акира Гото - 20. јул 1926 — 15. новембар 1927.
- Капетан Ђунзо Јошитаке - 15. новембар 1927 — 10. децембар 1928.
- Капетан Тарароку Акијама - 10. децембар 1928 — 30. новембар 1929.
- Капетан Нобутаке Кондо - 30. новембар 1929 — 18. јун 1930.
- Капетан Камезабуро Накаџима - 18. јун 1930 — 1. децембар 1930.
- Капетан Кацујоши Иноуе - 1. децембар 1930 — 1. децембар 1931.
- Капетан Шичисабуро Кога - 1. децембар 1931 — 1. децембар 1932.
- Капетан Шунзо Мито - 1. децембар 1932 — 15. новембар 1933.
- Капетан Токуђиро Јокојама - 15. новембар 1933 — 15. новембар 1934.
- Капетан Еи Кашиваги - 15. новембар 1934 — 15. новембар 1935.
- Капетан Аритака Аихара - 15. новембар 1935 — 1. јул 1936.
- Капетан Кентаро Ошима - 1. јул 1936 — 1. децембар 1936.
- Капетан Масао Окамура - 1. децембар 1936 — 1. децембар 1937.
- Капетан Мичиаки Камата - 1. децембар 1937 — 20. октобар 1938.
- Капетан Масаки Огата - 20. октобар 1938 — 1. мај 1939.
- Капетан Ко Ито - 1. мај 1939 — 1. јул 1939.
- Капетан Хеитаро Едо - 1. јул 1939 — 15. новембар 1939.
- Капетан Гиширо Хорие - 15. новембар 1939 — 15. октобар 1940.
- Капетан Мицуо Киношита - 15. октобар 1940 — 15. септембар 1941.
- Капетан Јуђи Такахаши - 15. септембар 1941 — 10. август 1942.